# Musik i 1968

## Begivenheder
- 13. januar – Johnny Cash holder sin berømte koncert i Folsom State Prison i Californien.[1]
- 6. april – Massiels sang La La La vinder Eurovision Song Contest i London for Spanien [2].
- 7. juli – The Yardbirds giver den sidste optrædning inden bandet bliver opløst.[3]
- 1. september - Dansktoppen gik i luften for første gange, med Jørn Hjorting som programvært.[4]
- 7. september – Under navnet The New Yardbirds optræder Led Zeppelin for første gang offentligt i Gladsaxe Teen Club.[3]
- 14. september – Den amerikanske hippie-musical "Hair" havde premiere på Gladsaxe Teater.
- 14. september - Sangeren Roy Orbison, mister sine sønner den 10-årige Roy DeWayne Orbison og 6-årige Anthony King Orbison, dør i en brand i deres hjem i Hendersonville, Tennessee. Orbison yngste søn overlever.[5]
- 15. oktober – The New Yardbirds skifter navn til Led Zeppelin i forbindelse med en koncert i Surrey University, England.[3]

## Bands dannet
- Amon Düül II
- Black Sabbath (som Earth)
- Can
- Deep Purple
- Fitzwilliam Quartet
- Free
- Henry Cow
- Jacula
- Led Zeppelin (som The New Yardbirds)
- Johnny Maestro & the Brooklyn Bridge (som Brooklyn Bridge)
- Nazareth
- Rush
- Yes
- Colosseum
- King Crimson
- Crosby, Stills & Nash

## Bands opløst
- Buffalo Springfield
- Cream
- Freddie and the Dreamers
- The Righteous Brothers
- The Seekers
- The Shangri-Las
- The Yardbirds (gendannet i 1992)
- The Zombies (gendannet i 1991)
- Los Speakers

## Årets album
Venligst sortere solister på efternavne, musikgrupper på det første bogstav (undtaget det engelske "The" og "A")

### A – G
- Joan Baez – Any Day Now
- The Band – Music from Big Pink
- The Beach Boys – Friends
- The Beach Boys – Stack-o-Tracks
- The Beatles –  The Beatles ("The White Album")
- Big Brother and the Holding Company – Cheap Thrills
- Blue Cheer – Outsideinside
- Blue Cheer – Vincebus Eruptum
- The Byrds – Sweetheart of the Rodeo
- Iron Butterfly – In-A-Gadda-Da-Vida
- Johnny Cash – At Folsom Prison
- Canned Heat – Boogie With Canned Heat
- John Coltrane – Cosmic Music
- John Coltrane – Om
- Country Joe and the Fish – Together
- Cream – Wheels of Fire
- Creedence Clearwater Revival – Creedence Clearwater Revival
- Dave Dee, Dozy, Beaky, Mick and Tich – If No-One Sang
- Deep Purple – Shades of Deep Purple
- Dion – Dion
- Donovan – Donovan in Concert
- The Doors – Waiting for the Sun
- The Dubliners – At It Again
- The Dubliners – Drinkin' and Courtin'
- The Everly Brothers – Roots
- Aretha Franklin – Aretha Now
- Aretha Franklin – Lady Soul
- The Fugs – Tenderness Junction
- The Fugs – It Crawled into My Hand, Honest

### H – R
- Herbie Hancock – Speak Like a Child
- Lee Hazlewood – Love and Other Crimes
- Keith Jarrett – Life Between the Exit Signs
- Jefferson Airplane – Crown of Creation
- Jethro Tull – This Was
- The Jimi Hendrix Experience – Electric Ladyland
- Jan Johansson & Radiojazzgruppen – Den korta fristen
- Jan Johansson – Jazz på ungerska
- The Kinks – Live at Kelvin Hall
- The Kinks – The Village Green Preservation Society
- Lennart Kjellgren & Gunnel Nilsson – Glada visor från Bialitt
- The Lovin' Spoonful – Everything Playing
- Joni Mitchell – Song to a Seagull
- The Monkees – The Birds, the Bees & the Monkees
- The Monkees – Head
- Van Morrison – Astral Weeks
- Tom Paxton – Morning Again
- Pink Floyd – A Saucerful of Secrets
- The Rolling Stones – Beggars Banquet

### S – Å
- The Savage Rose - The Savage Rose
- The Savage Rose - In the Plain
- Simon & Garfunkel – The Graduate (soundtrack)
- Simon & Garfunkel – Bookends
- Nina Simone – 'Nuff Said!
- Sly and the Family Stone – Dance to the Music
- Sly and the Family Stone – Life
- The Small Faces – Ogden's Nut Gone Flake
- The Small Faces – There Are But Four Small Faces
- Joe South – Introspect
- Spirit – The Family That Plays Together
- Spooky Tooth – It's All About
- Status Quo – Picturesque Matchstickable Messages from the Status Quo
- Steppenwolf – Steppenwolf
- Steppenwolf – Steppenwolf the Second
- James Taylor – James Taylor
- Ten Years After – Undead
- Traffic – Heaven Is In Your Mind
- Traffic – Traffic
- The Turtles – The Turtles Present the Battle of the Bands
- The Velvet Underground – White Light/White Heat
- The Who – Magic Bus: The Who on Tour
- Young Flowers – Blomsterpistolen
- The Zombies – Odessey and Oracle
- Frank Zappa & The Mothers of Invention – Cruising with Ruben & the Jets
- Frank Zappa & The Mothers of Invention – We're Only in It for the Money

## Priser og hædersbevisninger
- Oscar for bedste musik
  - Originalt – John Barry for The Lion in Winter
  - Musical eller adapteret – John Green for Oliver!
- Oscar for bedste sang
  - Windmills of Your Mind (fra Thomas Crown & Co) – Michel Legrand, Alan Bergman & Marilyn Bergman
- Grammy Awards i 1968

## Eurovision Song Contest
- Eurovision Song Contest 1968